# Rialma
Rialma este un oraș în Goiás (GO), Brazilia.